# Gawrony (gmina Oksa)
Gawrony – kolonia w Polsce położona w województwie świętokrzyskim, w powiecie jędrzejowskim, w gminie Oksa.
W latach 1975–1998 miejscowość należała administracyjnie do województwa kieleckiego.